# Мідквел
Мідквел (англ. midquel, телескопія від middle «середина» та sequel «сиквел») — це будь-який художній твір, який доповнює сюжет уже створеного твору, не продовжуючи, а саме доповнюючи, тобто подія йде не лінійно, а ніби в бік, і відбувається ця подія одночасно з тим, що описується в першому творі (основному). Не плутати з приквелом (події до основного сюжету), сиквелом (події після), спинофом (подальші події з неосновними персонажами основного сюжету).

## Приклади
- Бембі 2
- Тарзан 2
- Левина варта
- Пітер Пен 2: Повернення до Небувалії (іноді називається сиквелом)
- God of War II